# Maechidius olor
Maechidius olor är en skalbaggsart som beskrevs av Britton 1957. Maechidius olor ingår i släktet Maechidius och familjen Melolonthidae. Inga underarter finns listade i Catalogue of Life.